# Estructura de Lewis

Estructura de Lewis de l'aigua

Les estructures de Lewis són diagrames que mostren l'enllaç entre els àtoms de la molècula i els parells d'electrons que hi ha. Es pot dibuixar una estructura de Lewis per a cada molècula enllaçada covalentment, així com per a compostos de coordinació. Les estructures de Lewis reben el seu nom de Gilbert Newton Lewis, que les introduí en el seu article de 1916 L'Àtom i la molècula Són similars a diagrames electrònics de punts on els electrons de valència en parells solitaris estan representats per punts, però també poden contenir línies que representin parells compartits en un enllaç químic (simple, doble, triple, etc.).
Les estructures de Lewis mostren cada àtom i la seva posició a l'estructura de la molècula fent servir el seu símbol químic. Les línies es dibuixen entre àtoms enllaçats entre si (es poden fer servir també parells de punts). Els electrons en excés que formen parells solitaris estan representats per parells de punts col·locats al costat dels àtoms.
Malgrat que molts àtoms reaccionin guanyant, perdent o compartint electrons fins que han aconseguit una capa de valència amb un octet (8) complet d'electrons, hi ha moltes excepcions a la 'regla de l'octet'. L'hidrogen (H) forma una regla del duet on omple la seva primera (i més exterior) capa amb només dos electrons o la buida completament. Alguns compostos com el triflorur de bor tenen orbitals incomplets mentre que d'altres com l'hexaflorur de sofre tenen capes de valència amb més de vuit electrons.

## Construcció del diagrama de punts de Lewis

### Comptatge d'electrons
El nombre total d'electrons representats en una estructura de Lewis és igual a la suma dels nombres dels electrons de valència de cada àtom individual. Els electrons que no són de valència no estan representats per les estructures de Lewis.
La regla de l'octet determina que els àtoms amb vuit electrons a la seva capa de valència seran estables, independentment que aquests electrons siguin enllaçants o antienllaçants. La regla s'aplica bé als compostos acidificats. La regla dels 18 electrons és operativa en àtoms des del període 4, on han d'aconseguir 18 electrons pels seus orbitals i aconseguir una configuració estable que tengui la mateixa configuració electrònica d'un gas noble. De manera semblant, des del període 6, els àtoms han d'aconseguir 32 electrons per omplir els seus orbitals.

### Col·locació d'electrons

Estructures de Lewis per a l'oxigen, el fluorur, l'anió sulfat d'hidrogen, i la formamida

Un cop s'ha determinat el nombre total d'electrons disponibles, els electrons s'han de col·locar a l'estructura. Inicialment, ha de ser col·locats com a parells solitaris: un parell de punts per cada parell d'electrons disponibles. Els parells solitaris han de ser col·locats en àtoms exteriors (diferents a l'hidrogen) fins que cada àtom tengui vuit electrons en parells enllaçants i solitaris; els parells solitaris extra poden ser col·locats a l'àtom central. Si hi ha dubtes, els parells solitaris poden ser col·locats primer en els àtoms més electronegatius.
Un cop que els parells solitaris s'han col·locat, alguns àtoms, especialment els àtoms centrals, potser no tenguin un octet d'electrons. En aquest cas, els àtoms han de formar un enllaç doble; un parell solitari d'electrons en mou per formar un segon enllaç entre els dos àtoms. Com que el parell enllaçant està compartit entre dos àtoms, l'àtom que originalment tenia el parell solitari encara té l'octet; l'altre àtom té dos electrons més a la seva capa de valència.
A part dels compostos orgànics, només una minoria de compostos tenen un octet d'electrons.
Els octets incomplets són comuns per compostos dels grups 2 i 13 com ara el beril·li, el bor i l'alumini.
Els compostos amb més de vuit electrons a la representació de Lewis de la capa de valència d'un àtom són anomenats hipervalents, i són comuns per a elements dels grups 15 a 18, com ara el fòsfor, el sofre, el iode i el xenó.
Les estructures de Lewis per ions poliatòmics poden ser dibuixats pel mateix mètode. Quan es comptin els electrons, els ions negatius han de tenir els electrons extra col·locats a les seves estructures de Lewis; els ions positius han de tenir menys electrons que una molècula sense càrrega.
Quan s'escriu l'estructura de Lewis d'un ió, l'estructura sencera és col·locada entre claudàtors, i la càrrega és escrita com a superíndex a la part superior dreta, fora dels claudàtors.
S'ha proposat un mètode més simple per construir estructures de Lewis eliminant la necessitat de comptar electrons: els àtoms són dibuixats mostrant els electrons de valència, els enllaços són doncs formats per parells d'electrons de valència dels àtoms involucrats en el procés d'enllaç i els anions i cations són formats per addició o retirada d'electrons dels àtoms apropiats.
Un truc consisteix a comptar electrons de valència, després comptar el nombre d'electrons necessaris per complir la regla de l'octet (o amb l'hidrogen només dos electrons), després prendre la diferència entre aquests dos nombres i la resposta és el nombre d'electrons que han de fer els enllaços. La resta d'electrons només han d'omplir l'octet de la resta d'àtoms.

## Càrrega formal
En termes d'estructures de Lewis, la càrrega formal és emprada en la descripció, comparació i adequació d'estructures de ressonància determinant la càrrega electrònica aparent de cada àtom, basant-se en l'estructura de punts electrònica assumint la covalència exclusiva o enllaç no polar. Té usos en la determinació de possibles re-configuracions electròniques quan es refereixen a mecanismes de reacció, i sovint resulta en el mateix signe que la càrrega parcial de l'àtom, amb excepcions. En general, la càrrega formal d'un àtom pot ser calculada fent servir la fórmula següent, assumint definicions no estàndard::
{\displaystyle C_{f}=N_{v}-U_{e}-B_{n}\ }
where:
- {\displaystyle C_{f}} és la càrrega formal.
- {\displaystyle N_{v}} representa el nombre d'electrons de valència en un àtom lliure de l'element.
- {\displaystyle U_{e}} representa el nombre d'electrons no compartits de l'àtom.
- {\displaystyle B_{n}} representa el nombre total d'enllaços que l'àtom té amb un altre.

La càrrega formal d'un àtom és computada com la diferència entre el nombre d'electrons de valència que un àtom neutre tendria i el nombre d'electrons que li pertanyen a l'estructura de Lewis. Els electrons en enllaços covalents es reparteixen per igual entre els àtoms involucrats a l'enllaç. El total de càrregues formals d'un ió ha de ser igual a la càrrega de l'ió, i el total de càrregues formal d'una molècula neutre ha de ser igual a zero.

## Ressonància
Per algunes molècules i ions, és difícil determinar quins parells solitaris han de ser moguts per formar dobles o triples enllaços. Aquest és sovint el cas quan múltiples àtoms del mateix tipus envolten l'àtom central, i és especialment comú per ions poliatòmics.
Quan ocorre aquesta situació, l'estructura de Lewis de la molècula s'anomena estructura de ressonància, i la molècula existeix com a híbrid de ressonància. Cada una de les diferents possibilitats és superimposada a les altres, i es considera que la molècula té una estructura de Lewis equivalent a la mitjana d'aquests estats.
L'ió nitrat (NO₃-), per tant, ha de formar un enllaç doble entre el nitrogen i un dels oxígens per satisfer la regla de l'octet pel nitrogen. Malgrat tot, com que la molècula és simètrica, no important quin dels oxígens forma l'enllaç doble. En aquest cas, hi ha tres possibles estructures de ressonància. Expressar la ressonància dibuixant les estructures de Lewis es pot fer o bé dibuixant cada una de les possibles formes de ressonància i col·locant dobles fletxes entre elles o bé fent servir línies discontínues per representar els enllaços parcials.
Quan es comparen estructures de ressonància per a una mateixa molècula, normalment aquelles amb menys càrregues formals contribueixen més a l'híbrid de ressonància. Quan les càrregues formals són necessàries, les estructures de ressonància que tenen càrregues negatives en els elements més electronegatius i càrregues positives en els menys electronegatius estan afavorits.
L'estructura de ressonància no ha de ser interpretada per indicar que la molècula canvia entre estats, sinó que una molècula es comporta com la mitjana de tots ells.

## Exemple: estructura de Lewis de l'ió nitrit
La fórmula de l'ió nitrit és NO₂−.
- Primer pas: el nitrogen és l'àtom menys electronegatiu, així que és l'àtom central per diferents motius.
- Segon pas: Compteu electrons de valència. el nitrogen té 5 electrons de valència; cada oxigen en té 6, per tant hi ha un total de (6 × 2) + 5 = 17. L'ió té una càrrega de −1, que indica un electró de més, així que el nombre total d'electrons és 18.
- Tercer pas: Col·loqueu parells iònics. Cada oxigen ha d'estar enllaçat amb el nitrogen, que fa servir quatre electrons — dos a cada enllaç. Els altres 14 electrons ha de ser col·locats en principi com a 7 parells solitaris. Cada oxigen ha de tenir un màxim de tres parells d'electrons solitaris, pel que cada oxigen ha de tenir 8 electrons amb el parell enllaçant. El setè parell enllaçant ha d'estar col·locat a l'àtom de nitrogen.
- Quart pas: Feu complir la regla de l'octet. Ambdós àtoms d'oxigen actualment tenen 8 electrons assignats. L'àtom de nitrogen té només 6 electrons assignats. Un dels parells solitaris de l'àtom d'oxigen ha de formar un enllaç doble. Per tant, tendrem una estructura de ressonància.
- Cinquè pas S'han de dibuixar dues estructures de Lewis: una per cada àtom d'oxigen doblement enllaçat a l'àtom de nitrogen. El segon àtom d'oxigen en cada estructura serà unit amb un enllaç simple a l'àtom de nitrogen. Col·loqueu claudàtors a cada estructura, i afegiu-hi la càrrega (−) al costat superior dret fora dels claudàtors. Dibuixeu una doble fletxa entre les dues formes de ressonància.

## Formats alternatius

Dues varietats de fórmules estructurals condensades, ambdues representant butà

Un diagrama esquelètic del butà

Les estructures químiques poden ser escrites de maneres més compactes, particularment quan mostren molècules orgàniques. En fórmules estructurals condensades, la majoria o fins i tot tots els enllaços covalents poden ser eliminats, amb subíndexs que indiquen el nombre de grups idèntics units a un àtom particular.
Un altre diagrama estructural és la fórmula esquelètica. En les fórmules esquelètiques, els àtoms de carboni no es representen pel símbol C, sinó pels vèrtexs de les línies. Els àtoms d'hidrogen enllaçats al carboni no es mostren i s'assumeix que tenen quatre enllaços en total, així que els enllaços no dibuixats són, implícitament, àtoms d'hidrogen.
Altres diagrames poden ser més complexos que les estructures de Lewis i mostrar enllaços tridimensionals en diferents formes.